# Kunšperk
Kunšperk (Duits: Königsberg) is een plaats in Slovenië en maakt deel uit van de gemeente Bistrica ob Sotli in de NUTS-3-regio Savinjska. De plaats telde 102 inwoners op 1 januari 2020.

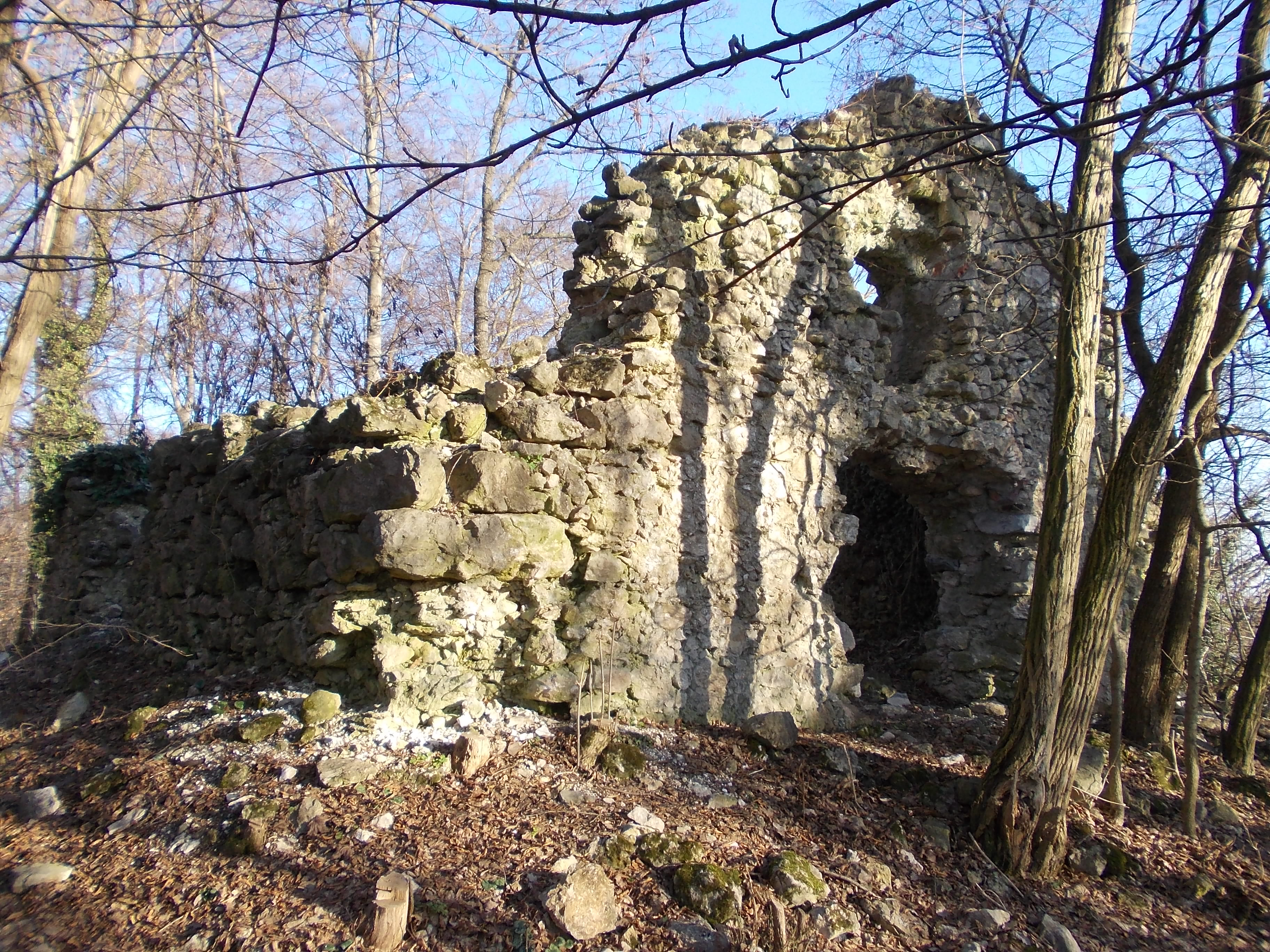
Ruïnes van Sint Margarethakerk